# Владимир Белић (генерал)
Владимир Белић (Београд, 2. август 1877 — 21. фебруар 1943) био је српски официр и југословенски дивизијски генерал и професор.

## Биографија
Завршио је гимназију и Војну академију 1885. годину. У периоду 1902—1905 био је у Генералштабној академији у Петрограду. Белић је унапређен у чин пешадијског потпоручника 1898, дивизијски генерал постао је 1928.
Учествовао је у свим ратовима Србије од 1912. до 1918. Белић је током Првог светског рата био командант пешадијског пука у такозваној Ужичкој војсци, начелник штаба Браничевског одреда, помоћник начелника штаба Добровољачког корпуса у Русији, начелник штаба прве и друге добровољачке дивизије.
По завршетку Првог светског рата био је командант пешадијске подофицирске школе од 1918. до 1922. године, до 1924. године ради у пешадијској инспекцији, а од 1923. био је управника Војне академије и професор на Војној академији. Белић је предавао историју ратних вештина светског рата. Од 1928. године је командант Дринске дивизијске области у Ваљеву, а од 1931. помоћник команданта Дунавске армијске области у Новом Саду.
Његовим залагањем подигнут је Дом војске у Ваљеву.
Био је сарадник часописа „Ратник“. Он је аутор у едицији „Биографије знаменитих људи“, књиге „Степа Степановић“.
Пензионисан је по сопственом захтеву 1936. године.
Враћен је у служби 1941. године као командант позадине Четврте армијске области у Загребу.
Заробљен је од стране окупатора 1941. године. Преминуо је у заробљеништву.

## Приватни живот
Његов брат је академик Александар Белић, брат близанац генерал Емило Белић, братанац академик Јован Белић.

## Одликовања
- Орден Карађорђеве звезде са мачевима IV реда (1922)[1]
- Орден Карађорђеве звезде III реда[1]
- Орден Белог орла I реда[1]
- Орден Белог орла II реда[1]
- Орден Белог орла III реда[1]
- Орден Белог орла IV реда[1]
- Орден Белог орла V реда[1]
- Орден Светог Саве, I реда[1]
- Орден Светог Саве, III реда (1936)[1]
- Орден Југословенске круне III реда[1]
- Албанска споменица[1]
- Руска, пољска, румунска одликовања[1]